# César Vidal Manzanares
César Vidal Manzanares (Madrid, 1958) és un historiador, escriptor i periodista espanyol autor de nombroses obres de divulgació històrica i de novel·les de literatura infantil i juvenil.
Dirigeix i presenta els programes La Linterna i Camino del Sur de la cadena radiofònica COPE i Corría el año... a Libertad Digital Televisión, i és articulista del diari La Razón. És de religió evangèlica protestant. Políticament se l'ha associat amb la dreta.

## Controvèrsies
César Vidal ha qualificat l'euskera, al seu programa de ràdio, de llengua «molt primitiva». També ha qualificat el català de «dialecte» del provençal, afirmant que no genera «el menor interès» per aprendre'l donat que és «una llengua petita». Afirma, també, que el valencià és una llengua diferent del català.
Alhora, i en contra del criteri establert actualment, ha negat l'existència de l'asturlleonès com a grup lingüístic autònom i amb entitat pròpia, qualificant l'asturià de «dialecte del castellà», caracteritzat únicament «per finalitzar les paraules en u».